# ゼーロン
『ゼーロン』は、牧野信一の短編小説。「ギリシャ牧野」と呼ばれる中期の牧野文学の代表作で傑作とも評されている。小田原の村の風土に古代ギリシャや中世ヨーロッパのイメージを重ね合わせ、怠惰な駄馬に堕してしまった愛馬「ゼーロン」との騎馬行を夢と現実が交錯する趣向で描いた物語。難攻するゼーロンとの騎馬行の果てに、主人公が夢見たような「荘厳な光景」が現われるまでを、幻想的かつユーモラスに描き、夢幻の世界を創造している。

## 発表経過
1931年（昭和6年）、雑誌『改造』10月号に掲載された。この掲載は、改造社から “『中央公論』の人” と見なされ敬遠されていた牧野信一が、雑誌『改造』に発表した唯一のものである。その後、1936年（昭和11年）2月25日に芝書店より刊行の『鬼涙村』に収録された。

## 作品の下敷き・影響
牧野信一は1928年（昭和3年）頃から、プラトンの『ソクラテスの弁明』、『クリトン』、アリストテレスの『詩学』、ミゲル・デ・セルバンテスの『ドン・キホーテ』、ゲーテの『ファウスト』、スウィフトの『ガリバー旅行記』、スターンの『感傷旅行』（A Sentimental Journey）などを愛読し、作品に豊かな夢想が見受けられはじめた。
その影響などを受けた牧野中期（1927年から1932年）の文学は、幻想的田園叙事詩的作風が特徴的で、文壇から「ギリシャ牧野」と呼ばれていた絶頂期にあたる、『ゼーロン』はこの時期に書かれた作品の中でも「傑作」とされ、『バランダ物語』（1931年）、『酒盗人』（1932年）などと共に、牧野文学中期を代表する作品と呼ばれており、その作風や「騎馬行」という発想には、牧野の愛読書である『ドン・キホーテ』の影響が指摘されている。
また、牧野は『ゼーロン』執筆の約一年前に、「私の尊敬する先輩の藤屋八郎」の屋敷「ピエル・フオン」を馬に乗って訪ねた時の随筆『ピエル・フオン訪問記』を書いているが、牧野信一研究者の柳沢孝子は、この随筆の舞台設定その他が類似している点から、牧野がこの随筆を下敷きに『ゼーロン』を書いた可能性が高いとしている。しかし随筆の方には、「駄馬との格闘」はなく、牧野がこの設定の直接的ヒントとしたのは、ロバート・ルイス・スティーヴンソンの紀行文『旅はロバをつれて』（Travels with a Donkey）ではないかと柳沢は見ている。
また『ゼーロン』の前日譚ともいえる小説に『心象風景』（1931年）と、後日譚ともいえる小説に『夜見の巻』（1933年）がある。

## 作品舞台
作品舞台の「龍巻村」（矢倉岳の麓にある村）は、神奈川県足柄上郡の怒田（現・南足柄市）で、「塚田村」は山田村だといわれ、主人公の尊敬する先輩・藤屋八郎のモデルは、山田村の村長・瀬戸佐太郎だとされている。また「龍巻村」は、後期の作品の舞台地「鬼涙村」の名称となる。
幼少年時代を過ごしていたこの郷土の自然環境は、中期以降の牧野文学において、ギリシャ・ローマの物語や、西欧の中世の騎士物語または近代小説などから学びとった知識や教養を伴いながら、牧野の夢を育てる大地の役目を果たしたとされている。
なお、作中で経川槇雄なる人物が作製したブロンズ像「マキノ氏像」は、牧雅雄が作製した「マキノ氏像」で、小田原市郷土文化館（松永記念館）に所蔵されている。

## 作風・特徴

### 私小説からの逸脱
牧野信一の文学は、初期私小説、中期幻想小説、後期私小説への復帰、と通常大まかに分類されている。
堀切直人は、牧野の初期の出世作である『父を売る子』をはじめとした私小説では、「自分の家庭の内幕を大胆にさらけ出した、すこぶる露悪的自虐的な」作品が特徴で、晩年には『鬼涙村』、『裸虫抄』などの佳作で「暗鬱な土俗の世界に肉薄」し、牧野は基本的には「自然主義的な作風」の作家とみなされることが多いと考察している。柳沢孝子も、牧野の初期作品は、「自虐的饒舌および劇画」や「鋭敏な末梢神経描写」にあふれた私小説の体裁を持ち、晩年の作品も「朗らかな夢」が涸れていると解説している。
しかし、文壇の通称として「ギリシャ牧野」と呼ばれていた中期（1927年から1932年）の浪漫的幻想小説は、そうした初期や晩年の私小説とは変り、「濃厚なナンセンスによる笑いの文学」、「夢魔的世界」を実現させており、中期の傑作といわれる、この『ゼーロン』を筆頭とする、その時期の作品は自然主義的私小説とは趣の異なる「幻想的」な作品群と目され、「古代ギリシャや中世ヨーロッパの古典」に題材を借りた作風となっている。

### 空想的な設定
愛馬の「ゼーロン」は、ドン・キホーテの愛馬「ロシナンテ」にならって名付けられている。これは主人公・マキノだけの呼び名で、現実に牧野が接していた馬は、他の人たちからどう呼ばれていたのか不明で、「モグラ馬」と呼んでいた人もいるという。
作品冒頭、主人公・マキノは「新しい原始生活に向うため」と述べているが、この「新しい原始生活」という言い方は、生活が窮乏し「経済破綻」となった主人公が、それをあえて「新しい原始生活」と見立てて、言い換えていると千石英世は解説し、こういった作中随所に見られる主人公・マキノの「行動原理」である「見立て」は、作者・牧野のそのものの「創作の原理」や創作エネルギー源でもあり、「見立て」ることによってのみ「夢想世界」が成立するとしている。
また、騎馬行の目的地「ピエル・フォン」は、煩わしい俗世から隔離された「異界」の「ユートピア」として設定され、騎馬行自体が、「夢そのもの」、「作者の心象風景そのもの」となり、その時のマキノはもはや、「現実界のリアリティーを引きずる人物ではなくて、声高に〈ヒクソスの進軍歌〉を歌い、ダビデもどきの一撃を加えられる騎士マキノ」に変貌していると柳沢孝子は解説している。

## 文体
作品の終盤に向っていく「最高潮部」の文体について佐藤泰正は、そこで牧野得意の「快速調」が発揮され、「筆はそのまま転調しつつ、一気に終熄部に走る」と解説し、その「見事な終結」は、読者の耳に残るような「弦のゆらぎ」があると評している。また、牧野の「調子にのった歌うような文章」は、「英語にひとしい自由を獲得したと思われる文体」の様相ともなり、それはヨーロッパ中世の騎士物語のパロディ的な文体ともなっていると磯貝英夫は解説している。
また、牧野の作品に「言葉の運用はぞんざい」な所がある点を三島由紀夫は言及し、それを「或る種の粗雑な戦後派の文体の先駆を思はせる」としている。そして、その文章のぞんざいさは、比較的牧野作品の中では「かなり緊密な作品」である『ゼーロン』にも見られるが、その欠点を補うほどの「爽快な魅力」があるとし、三島は次にように梶井基次郎や中島敦と比較しながら、牧野の魅力と文章の特色を分析している。

## 執筆の背景

### 経済的窮地
1924年（大正13年）３月の父親・久雄の急死以降、牧野の生家は父の残した借金や負債を抱え、信一名義となった家屋敷や土地は親類に詐取され、没落してゆくが、牧野自身も1927年（昭和2年）の春頃から神経衰弱に陥り、プロレタリア文学の進出に押され、小田原での静養生活をしながら、東京へも上京し、雑誌編集に携わる往復生活を送っていた。そんな中、1930年（昭和5年）には、 井伏鱒二、小林秀雄、河上徹太郎らとも知り合い交流し、翌年の『ゼーロン』が発表される10月には、雑誌『文科』を創刊主宰する。
こういった背景から堀切直人は、この中期の牧野が「小田原での身ぐるみ剥されるような経済的窮乏化」のために「自分の足場が崩れ去るような心理的な遍迫感」に悩まされながらも、その一方で、「東京では優れた文学的才能を秘めた友人たちに取り巻かれて、生涯でおそらく最も意気軒昂としていた時期」であったと解説し、牧野が「禍に押しつぶされまいとして、禍を転じて福となすような文学的な転換装置を苦心の末に発明工夫し、これをもって窮地を精神的に切り抜けることにみごとに成功した」と述べている。
そして「東京での有為な若者たち」との交遊の自信をもった牧野は、「失われた物質的富を精神的富に変換させて作品世界のなかに転生させるという、一種の錬金術的作業に従事した」と堀切は考察し、こういった「所与のマイナスの生活条件が、幻視者としてのプラスの条件へまるごと一挙に逆転する」という「幸運」に恵まれたことが、『ゼーロン』を「筆頭」とする中期の牧野文学が「驚異的に開花」した要因であると解説している。

### 潜在的な狂気を転換
牧野信一の家系は、牧野自身も『気狂ひ師匠』などで語っているように、代々気狂いの血筋だといわれ、牧野と仲が良く、医師であった叔父も、しばしば発作を起こして最終的には発狂し座敷牢に軟禁された精神病者であった。そんなことから、牧野の母親は、「今度はきっとお前の番だ」と息子に向って言うことがあり、牧野の初期作新の『爪』などには、自身の狂気の芽の自覚が散見されている。
堀切直人は、こういったことから、「牧野信一の文学にはまぎれもなく狂気の気配がつねにつきまとっている」と述べ、その発狂への危惧や不安を、牧野が「終生捨て去ることができなかった」と解説している。そして、牧野の精神は、「つねに累卵の危うきに堪えている態の、均衡の破れやすい、不安定で脆弱な性質を帯びていた」と考察し、この性質は、大正期の私小説においては、「肉親との愛憎のしがらみ」や、狭い対人関係の場での「過敏な神経のエクセントリックともいうべき反応のドキュメント」となり、自身を「客体化」「劇画化」しようとする企ては、「過敏な神経や過剰な自意識や憂鬱な気分に圧倒されて、試行錯誤の段階」にとどまっていたと論考している。
しかし「ギリシャ牧野」といわれる中期（1927年から1932年）のはじめあたりから、「悪夢的な軟禁状態が影をひそめ、抱腹絶倒の、賑々しい道化的カーニバル的世界がそれに取って替わる」作品が見られ出すと堀切は述べ、この時期の幻想的な作品（『村のストア派』、『ゼーロン』など）では、私小説的な「退屈で陰湿な自然主義的文学風土」を脱した明朗、軽妙、痛快な作風で、「ファンタジーとフモール」が合わさった夢幻の世界を創造していると解説し、三島由紀夫も、『ゼーロン』で、牧野の本領が発揮されていると評している。
堀切は、『ゼーロン』を執筆した頃の牧野の「錬金術的作業」により、牧野を苦しめていた「狂気の因子」が一転され、「創造的要素に変じ、地べたに低迷していた彼の精神を一躍、輝かしい高みにまで押し上げた」と解説している。また、その背景として、1927年以降、「実家の経済的没落」により、郷里の小田原へ帰っても、海辺や田園に囲まれた場所を仕事場とし、実家の窮屈な密室から脱出したことにより、「身辺雑記でお茶を濁さねばならぬという“嘆き”から首尾よく解き放たれた」ことも、その作風への影響として堀切は挙げている。

## あらすじ

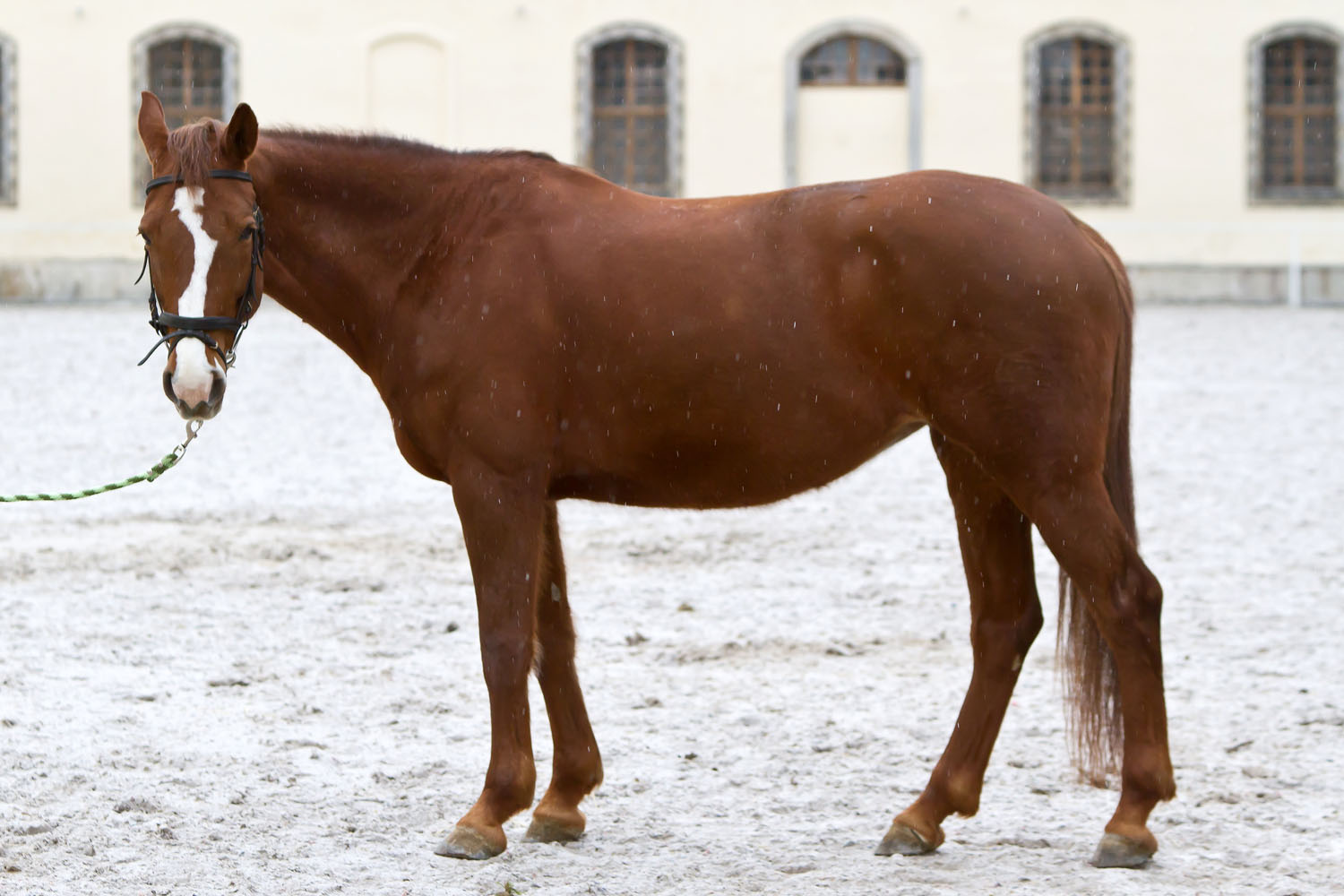
栗毛の馬

新しい原始生活に向け、ストア派の吟遊作家の「私」（マキノ）は一切の家財や負債整理を終え、最後に売却することができない一個のブロンズ製の等身胸像の始末に迷う。それは彫刻家・経川槇雄が2年前、私をモデルにして作ってくれた「マキノ氏像」である。経川は龍巻村の藤屋八郎の屋敷「ピエル・フォン」のもとで訓育を受けた同人であった。私は結局、「マキノ氏像」を先輩の藤屋に預けるため龍巻村に向かい、途中で知り合いの水車小屋の愛馬「ゼーロン」を借りた。しかしゼーロンは、一番の愛撫者であった私が都へ去って以来、打たねば進まぬ駄馬になっていた。私は楽観して手綱をとったが裏切られ、ゼーロンにふりまわされる騎馬行となる。
私は、負い目のために顔を合わすとまずい村人らを避けるため大きく迂回をし、窃盗団の団長の住処がある森林地帯に向かう。私は村にいる時、彼の盗みの手下になったことがあったために、私が黙って都へ立去ったことを彼は憤慨しているらしかった。私はそんな森を早く走り抜けたかったがゼーロンは思うように進まなくなった。そうこうするうちに猪鼻村の方角から突然半鐘の音が響いた。
私は窃盗団に見つかり襲われると焦ったが村の半鐘は、地主の納屋の火事を知らせる合図だった。そこで消防隊に扮した盗賊団長に呼び止められる。　団長は半鐘を叩いて盗賊仲間で使う暗号で、私がかつて飲み代のカタに地主に預けたせいで実家から勘当された原因となった鎧（祖先の遺物）をとり戻したと告げた。私は鎧を着て生家に帰ろうかと迷ったが、生家にある亡き父の肖像画を思うと気が重くなった。半鐘の信号は、背中の重荷を「R・マキノ（私の父親）の像」として、生家に売れとも言ってきた。
「なるほど名案だ」と私は気づくが、同時に（自分が父に似ているという）怖ろしい因果に衝撃を受け、落馬してしまう。私はゼーロンを拳の連打で疾走させるのに成功した。行く手はヤグラ嶽の頂きは夕日に照らされ、そこにマキノ像、亡くなった父、私、ゼーロンがロココ風の「四人組の踊り」を踊る美しい幻想が現われ、私は震えながら見惚れる。
私は我にかえり、背中の重荷の「マキノ像」を「鬼涙沼」の底に投げ込むしかないと考えながらゼーロンを走らせ、森にさしかかった。森は沼の底のように見え、水面のような空を仰ぐと、ゼーロンも私も魚になったようであった。背中は重荷のために 皮膚が破れて、焼かれるように水がしみ、血でも流れていはしないかと、私は思った。

## 登場人物など
私
名前はマキノ。ストア派の吟遊作家。東京に居住。2年ほど前は、神奈川県足柄上郡龍巻村の藤屋八郎の「ピエル・フォン」に居住していた。父親R・マキノは10年前に他界。小田原町の実家には亡き父親の肖像画がある。
ゼーロン（馬）
栗毛の牡馬。塚田村にある水車小屋の馬車引き馬。「私」（マキノ）がたびたび借りていた愛馬。以前は、村の居酒屋で酔いつぶれた「私」をちゃんと背中に乗せて、深夜の道を、手綱を執る者もなくても住家まで送り届ける親切で優秀な馬だった。
藤屋八郎
私の尊敬する先輩。ギリシャ古典から欧州中世紀騎士道文学の研究家。龍巻村の住居を「ピエル・フォン」と称している。屋敷内には、幾棟かの丸木小屋が点在し、各々「シャルルマーニュの体操場」「ラ・マンチアの図書室」「Ｐ・Ｒ・Ｂ（プレ・ラファエレ・ブラザフッド）のアトリエ」「イデアの楯」「円卓の館」と名付けられ、貧しい芸術家の友達のために寄宿舎としている。
経川槇雄
無口な彫刻家。藤屋の訓育を受けていた同人で、「Ｐ・Ｒ・Ｂのアトリエ」の食客。2年もの間、無名の「私」をモデルにして、ブロンズの等身胸像「マキノ氏像」を作った。経川の作品には、莫大な価格をもって売約を申込む希望者（村長、地主）もいる。
水車小屋の主
ゼーロンの主。経川の作品を売却する使者をいつも自ら申出て、街へ赴くとそれを抵当にし、あちこちの茶屋や酒場で遊蕩に耽って、身を持ち崩している。
龍巻村の村人たち
「私」が経川のモデルになると知ると、なぜもっと別の「馬」「牛」や「偉い人物」を題材に選ばないのかと憤り、「あんなろくでなし」と、平気で私に向って言う。
盗賊団長
ピストルを打ってライターにする拳銃使いの名人。一発で煙草に点火しないと苛立ち、すぐ癇癪を起す神経質さだが、人畜に重傷を負わせるほど獰猛ではなく、奇妙な狙いをもって、逃げまどう標的の身近くの空気を打って、狼狽する有様を見物するのが道楽。
牧場主の若者
経川槇雄の作品「木兎」を買収した若者。私は、その「木兎」を借り受けて鑑賞用に置いていたが、同居のR（文科大学生）がそれを持出して街のカフェーの遊興費の代償にしてしまった。
地主
経川の作品「雞」を買収。私は盗賊団長の手下になって、それを盗み出した。その後の「雞」の行方を「私」は知らないが、地主の一党は、私の在所を捜索している。

## 作品評価・解釈
堀切直人は『ゼーロン』に代表される牧野の中期の幻想的作品について、「明朗で、たいへん風通しがよく、軽妙で、すこぶる痛快」と評し、そこには、それ以前の私小説の「暗い翳」がやや残り続けているものの、「健康な活力」「酒神讃歌の高らかな笑い声」といった要素が、それらを凌駕するようになったとし、それを「いじけた幼虫」からの蝶への変化に喩えている。
牧野の多くの作品の舞台である足柄上郡の架空の村「鬼涙村」について三島由紀夫は、そこは生涯転居を繰り返した牧野にとっての「精神的故郷」であり、「そこに住む異邦人としての知識人牧野は、教養によつてのみ現実離脱を成し遂げ、その愛馬にすら『ゼーロン』と名付けて、中世騎士道や古代ギリシャの幻想へ、日本のドン・キホーテとして旅立つよすが」にしたと解説し、以下のように評している。
河上徹太郎は、『ゼーロン』を傑作と評し、「正しく現代の神話である」と述べている。そしてそれは、「現代を神話化したといふ意味ではなくて、現代の中の神話的要素で描いた素朴多彩な劇画」だとしている。また河上は文芸時評で、「胸像を背負つてゼーロンに打跨つた主人公の姿は、比喩（アレゴリー）ではなくて象徴だ」と語り、佐藤泰正は、そういった「象徴の影の濃さ」がそのまま、河上の言う「作者の自意識の影の濃さ」につながるとしている。
そして佐藤泰正は、河上の論を敷衍し、主人公が、背中の「重荷」である「マキノ氏像」と、自分の父親とが「寸分違はぬ」ものであることを知らされ、「得も云はれぬ怖ろしい因果の稲妻」に打たれることや、騎馬行の間に背中にぶつかる「重荷」の「猛烈な苦悶」に殉じる点などに触れ、「重荷」の存在は、「寓意をこえて作者の心肉に喰い入」り、牧野の夢の背後で、「見えざる血は流れつづけていた」と考察し、「宿命の血につながる『重荷』を背部ににない、己の夢を運ぶ無二の従者ゼーロンにまたがる主人公の姿は、夢を抱く作者を等身にそのまま切りとって、まことに比喩ならぬ一個の象徴と化する」とまとめている。
小倉脩二は、「背中の像」「父親の肖像画の主」「私」「ゼーロン」が、ロココ調の「四人組の踊り」を踊る幻と、水中を走っているかのような幻視で終わる場面を、「夢幻的で美しい」と評しつつ、この場面は、「ギリシャ牧野」と呼ばれた中期文学の「幻視の在り方」を典型的に表しているとしている。しかしその美しい幻視の世界は、主人公の背中の重みの意識がふいに現実の意識に引き戻すという基調があるため、「ブロンズ像」である「自分の影」におびやかされ、「自らを嘲笑せざるをえない自分の姿を増幅した像」であるとも述べ、以下のように考察している。
柳沢孝子は、主人公が「己のブロンズ肖像」と「父親の顔」との酷似に気づき、「怖ろしい因果」に打たれる場面に触れ、そういった「絶対の因果」とは、「自分の知らぬ間に定められているもの、自分には責任がないにもかかわらず、引き受けなければならないもの」、「もはや自力では如何ともなしがたい何ものか」だとし、それは「血のつながり」というものだけではなくて、「そもそも牧野信一という人間がこの世に存在することそれ自体」という不可抗力の「絶対の因果」であると解説し、その牧野の「執拗な『因果』へのこだわり」は、「存在する形あるものへの懐疑」でもなく、「存在することそれ自体に対する疑いと不安」ではないかと論考している。

## おもな刊行本
- 『鬼涙村』（芝書店、1936年2月25日）
  - 収録作品：月あかり、ゼーロン、城ヶ島の春、鬼の門、痴日、疑惑の城、木枯の吹くころ、裸虫抄、山を降る一隊、雪景色、岬の春霞、剥製、鬼涙村、緑の軍港、文学的自叙伝、バラルダ物語
- 文庫版『ゼーロン・淡雪』）（岩波文庫、1990年11月16日）
  - カバーカット絵：初山滋。付録・解説：堀切直人「荒武者マキノ」。初出一覧。
  - 収録作品：吊籠と月光と、ゼーロン、酒盗人、鬼の門、泉岳寺附近、天狗洞食客記、夜見の巻（「わが昆虫採集記」の一節）、繰舟で往く家、鬼涙村、淡雪、文学とは何ぞや、気狂い師匠、文学的自叙伝
- 『短編の愉楽2―近代小説のなかの異空間』（有精堂出版、1991年3月）
  - 付録・解説：柳沢孝子（ゼーロン）。
  - 収録作品：幸田露伴「縁外縁」、森鷗外「うたかたの記」、泉鏡花「竜潭譚」、夏目漱石「夢十夜」、永井荷風「狐」、内田百閒「冥途」、谷崎潤一郎「人魚の嘆き」、芥川龍之介「奉教人の死」、江戸川乱歩「押絵と旅する男」、梶井基次郎「闇の絵巻」、坂口安吾「風博士」、牧野信一「ゼーロン」、太宰治「魚服記」、萩原朔太郎「猫町」、井伏鱒二「へんろう宿」、中島敦「文字禍」、川端康成「弓浦市」